# Войковице
Войковѝце (на полски: Wojkowice) е град в Южна Полша, Силезко войводство, Бенджински окръг. Административно е обособен като самостоятелна градска община с площ 12,79 км2.

## Население
Според данни от полската Централна статистическа служба, към 1 януари 2014 г. населението на града възлиза на 9 107 души. Гъстотата е 712 души/км2.